# محمد سند بحرانی
محمد سند از فقیهان بحرینی ساکن نجف حساب می‌گردد. وی مرجع تقلید شیعه دوازده امامی است.

## زندگی و تحصیلات
محمد سند بحرانی، فرزند حمید در ماه رجب ۱۳۸۲هجری قمری در بحرین به دنیا آمد.
او در پنج سالگی وارد دبستان شده و در پانزده سالگی از دبیرستان فارغ شد.
سپس با بورسیه تحصیلی و در رشته مهندسی، وارد دانشکده دیوید گیم (david game college) لندن شد. بعد از یک سال از این مکان فارغ‌التحصیل شده و به دانشکده تخصصی امپریال لندن(Imperial College London) وارد گشت.
در طول تحصیل در دانشگاه، دغدغه او پیرامون شبهات وارده به مکتب اهل بیت موجب شد که بعد از انقلاب در ایران، دانشگاه را رها کرده و وارد حوزه علمیه قم شود. البته تصمیم او با مخالفت افراد مختلف که از استعداد او خبر داشتند همراه شد، اما این مخالفت‌ها، مانع تصمیم او نگشت.
در کمتر از چهار سال، سطوح عالیه را به پایان برساند.

## استادان
او از درس خارج فقه و اصول مرتضی حائری یزدی، میرزا هاشم آملی، سید محمدرضا گلپایگانی، سید محمد روحانی، سید تقی طباطبایی قمی، حسین وحید خراسانی، میرزا جواد تبریزی و علی فانی اصفهانی بهره برده‌است.
استادان دیگرش:
- حسن حسن‌زاده آملی
- عبدالله جوادی آملی
- یحیی انصاری شیرازی
- محمد تقی قمی
- محمد جواد ذهنی
- مدرس افغانی
- محمد تقی بهجت
- سید احمد خوانساری
- کاظم تبریزی[۴]

## آثار
1. شرح استدلالی عروة الوثقی
2. کتاب فقه المصارف‏
3. ملکیة الدولة الوضعیة
4. فقه الطب‏
5. اتمام المسافر فی جمیع مشاهد المعصومین علیهم السلام
6. هیویات فقهیة
7. الشعائر الحسینیة
8. الشعائر الدینیة
9. مبانی علم الرجال
10. دعوی السفارة فی الغیبة الکبری‏
11. الرأی الاخر فی الوحدة والتقریب‏
12. اسلام معیة الثقلین‏
13. المهدیون الاثنی عشر
14. الظواهر القرآنیة والامام المهدی عجل الله تعالی فرجه الشریف
15. اصول استنباط العقائد
16. سند الاصول
17. خلاصة معرفیة
18. عوالم الانسان‏
19. زینب سر اصحاب الکساء علیهم السلام
20. نبذة من حیاة العسکریین علیهماالسلام
21. اسرار زیارة الاربعین‏
22. دفاع عن النبی (صلی الله علیه و آله) کرامة الانسانیة
23. فقه علائم الظهور
24. الشهادة الثالثة فی الأذان والاقامة
25. مقامات فاطمة فی الکتاب والسنة
26. الامامة الالهیة
27. التوسل عبادة توحیدیة
28. الرجعة
29. العقل العملی‏
30. نظریة الاعتبار القدیمة والحدیثة
31. قواعد فقهیة
32. اسس النظام السیاسی عند الامامیة و الحاکمیة بین النص والدیمقراطیة
33. کتاب ملاحم المحکمات‏
34. امومة الولایة والمحکمات لتفسیر القرآن‏
35. نیات وخواطر
36. عدالة الصحابة
37. منهاج الصالحین
38. سند الناسکین (مناسک حج)
39. پرونده ای ویژه برای مردان عصر ظهور
40. سند الناسکین (شرح استدلالی مختصر برای مناسک حج)[۴][۵]

## مهاجرت به نجف
محمد سند در ۱۴۳۰ هجری و بعد از حدود سی سال از حوزه علمیه قم، به نجف رفته و به عنوان استاد، مشغول تدریس خارج فقه و اصول شد.